# Душан Пејчић
Душан Пејчић (Београд, 1965) српски је учитељ и писац за децу.

## Биографија
Рођен је 5. јуна 1965. године у Београду и у слободно време бави писањем за децу. До сада је објавио шест књига у издању Издавачке куће „Дерета”. На Педагошкој академији у Београду је дипломирао 1986. године, а звање мастер учитеља стекао 2015. године, на Педагошком факултету у Јагодини.
У периоду од 1982. до 1989. године био је члан фолклорног ансамбла АKУД „Шпанац”.
Био је један од аутора и водитеља ТВ емисије за децу „Земља играчака” емитованих на „Kаналу Д” у интервалу од 2004. до 2008. године када је емитовано преко 200 епизода ове контакт емисије за децу.
Председник је Удружења „Соробан Србија” које се бави популаризацијом менталне аритметике уз коришћење јапанског абакуса.
Сарадник је агенције „Суперлино травел” која се бави дечијим туризмом и новим концептом активног одмора за децу основно - школског узраста у оквиру програма „Мој супер распуст”. У оквиру програма који се спроводе творац је радионице „Умовање” засноване на причама за оштрење ума. 
Такође је један од предавача и ментора на семинарима за обуку дечијих аниматора „Мој супер аниматор”.
Аутор је и реализатор радионица за децу „Приче за оштрење ума” и „Тинејџерски ставови” заснованих на његовим делима које спроводи по основним школама и вртићима у Србији.
По мотивима романа „Мушки дневник” реализована је представа у извођењу драмског студија „БИС!” (режија Павле Јеринић, адаптација оригиналног текста Јован Љубеновић).
Живи и ради у Београду.

## Награде и признања
- Награда „Савеза KУД-ова Београда”, за изузетан допринос у аматеризму
- Тинејџерски роман „Мушки дневник” награђен је „Доситејевим пером”- наградом коју додељују деца, за најбољи тинејџерски роман у 2014. години.[4]
- На  Фестивалу дечије монодраме, под покровитељством „Змајевих дечијих игара”, 2016. године, добитник је прве награде „Сигридруг” за најбољи оригинални текст „Глиста за Јелену”.[5]